# José Cavalcanti de Alburquerque y Padierna
José Cavalcanti de Alburquerque y Padierna (castellà: José Cavalcanti)  (San José de las Lajas i l'Havana, 1 de desembre de 1871 - Sant Sebastià, 3 d'abril de 1937) va ser un militar espanyol, marquès de Cavalcanti.

## Biografia
Nascut a San José de las Lajas l'1 de desembre de 1871, es va fer cèlebre per la càrrega de Taxdirt contra 1500 rifenys el 20 de setembre de 1909, rao per la qual va rebre la Creu Llorejada de Sant Ferran. En 1910 es va casar amb Blanca Quiroga, filla d'Emilia Pardo Bazán. Fou elegit diputat a La Corunya pel districte de Betanzos a les eleccions de març de 1914. Nomenat Comandant General de Melilla en 1921, va ser destituït i reemplaçat pel General Sanjurjo. Va ser un dels generals africanistas que van donar suport al cop d'estat de Primo de Rivera al setembre de 1923, formant part de l'anomenat cuadrilátero. Cavalcanti, que va proposar sense èxit a Alfons XIII l'ús de la força contra la declaració de la Segona República en 1931, s'uní també en 1932 a la conspiració de la Sanjurjada. Fou jutjat i condemnat en novembre de 1932.
Va morir a Sant Sebastià el 3 d'abril de 1937 durant la Guerra Civil.